# Andrzej Pluta (koszykarz)
Andrzej Pluta (ur. 26 kwietnia 1974 w Rudzie Śląskiej) – były polski koszykarz, występujący na pozycji rzucającego obrońcy lub rozgrywającego, reprezentant Polski (97 oficjalnych spotkań międzypaństwowych, w których zdobył 1194 punkty), a następnie szkoleniowiec koszykarski, m.in. asystent trenera w Anwilu Włocławek (2012–2014).

## Życiorys
Naturalną – z racji bardzo dobrego rzutu – pozycją Pluty jest rzucający obrońca, jednak wielokrotnie był próbowany w roli rozgrywającego. Mierzący 182 cm wzrostu koszykarz jest wychowankiem Pogoni Ruda Śląska. Na Śląsku grał także w bytomskich Bobrach (1994–1999). Reprezentował barwy wielu polskich klubów oraz francuskiego Chalons en Champagne. Dwukrotnie świętował zdobycie tytułu mistrza Polski – w 2003 z Anwilem, a w 2004 z Prokomem Trefl Sopot. Z Anwilem wywalczył Puchar Polski w sezonie 2006/07, został także wybrany najlepszym graczem (MVP) turnieju finałowego.
W seniorskiej reprezentacji Polski zadebiutował w 1995 r., będąc objawieniem eliminacji do mistrzostw Europy 1997. Następnie zagrał w finałach tej imprezy, w których Polska niespodziewanie dotarła do ćwierćfinału. Przez następne 10 lat – z krótką przerwą, gdy zrezygnował z występów w reprezentacji – miał pewne miejsce w kadrze. Za kadencji Andrieja Urlepa ponownie był jej podstawowym zawodnikiem. Brał udział w mistrzostwach Europy 2007, wkrótce po nich zakończył karierę reprezentacyjną. 15 kwietnia 2011 zakończył zawodniczą karierę koszykarską z dorobkiem 12 780 punktów w 904 spotkaniach. 20 września 2011 zagrał w pokazowym meczu pożegnalnym przeciwko Asseco Prokomowi Gdynia.
Podczas eliminacji do mistrzostwa Europy 2013 pełnił rolę attaché polskiej reprezentacji. W sezonie 2012/13 został jednym z asystentów trenera Dainiusa Adomaitisa w Anwilu Włocławek, a po jego zwolnieniu pracuje w tym samym klubie jako asystent Miliji Bogicevića.
Jego syn, Andrzej, również jest koszykarzem.

## Osiągnięcia

### Klubowe
- 2-krotny mistrz Polski (2003–2004)
- 2-krotny wicemistrz Polski (1996, 2010)
- 4-krotny brązowy medalista mistrzostw Polski (1997-99, 2009)
- Zdobywca Pucharu Polski (2007)
- Finalista Pucharu Polski (1998, 2011)
- Uczestnik Pucharu ULEB (2004 – 1/8 finału, 2007-09)

### Indywidualne
- MVP:
  - finałów Pucharu Polski (2007)
  - Meczu Gwiazd PLK (2008)
  - meczu gwiazd Polska – Gwiazdy PLK (1999)
- Zaliczany do I składu:
  - PLK (1997)
  - najlepszych polskich zawodników PLK (2000–2003)
- Uczestnik meczu gwiazd:
  - PLK (12 x – 1996 – Poznań, 1996 – Sopot, 1998, 1999, 2000, 2003, 2006, 2007, 2008, 2009, 2010, 2011)
  - reprezentacja Polski vs obcokrajowcy (1997 – Ruda Śląska, 1997 – Sopot, 1999, 2000, 2004 – powołany, nie wystąpił)
- Lider PLK w skuteczności:
  - rzutów wolnych (2000–2002, 2006, 2010)
  - rzutów za 3 punkty (2002, 2006, 2007, 2009)
- 9-krotny zwycięzca konkursu rzutów za 3 punkty, zorganizowanego przy okazji spotkań gwiazd (1997, 1999–2000, 2003, 2006, 2008-2010, 2012)
- Członek Drużyny trzydziestolecia Anwilu Włocławek (2022)[4]

### Reprezentacja
- 2-krotny uczestnik mistrzostw Europy (1997, 2007)

## Statystyki
| Sezon     | Drużyna                      | M  | S5 | MPG  | FG% | 3P% | FT% | RPG | APG | SPG | BPG | PPG  |
| --------- | ---------------------------- | -- | -- | ---- | --- | --- | --- | --- | --- | --- | --- | ---- |
| 1989/1990 | Pogoń Ruda Śląska (II liga)* | 5  |    |      |     |     |     |     |     |     |     | 1,4  |
| 1991/1992 | Pogoń Ruda Śląska (II liga)* | 18 |    |      |     |     |     |     |     |     |     | 8,2  |
| 1992/1993 | Pogoń Ruda Śląska (II liga)* | 29 |    |      |     |     |     |     |     |     |     | 17,3 |
| 1993/1994 | Pogoń Ruda Śląska (II liga)* | 28 |    |      |     |     |     |     |     |     |     | 21,9 |
| 1994/1995 | Bobry Bytom (PLK)            | 30 |    |      |     |     |     |     |     |     |     | 10,6 |
| 1995/1996 | Bobry Bytom (PLK)            | 38 |    |      |     |     |     |     |     |     |     | 11,2 |
| 1996/1997 | Bobry Bytom (PLK)            | 49 |    |      |     |     |     |     |     |     |     | 18,0 |
| 1997/1998 | Bobry Bytom (PLK)            | 52 |    |      |     |     |     |     |     |     |     | 15,7 |
| 1998/1999 | Bobry Bytom (PLK)            | 40 |    | 29,6 | 52% | 48% | 81% | 2,0 | 1,9 | 1,5 | 0,0 | 15,0 |
| 1999/2000 | Pogoń Ruda Śląska (PLK)      | 37 |    | 32,7 | 52% | 43% | 89% | 2,3 | 2,2 | 1,7 | 0,1 | 17,2 |
| 2000/2001 | Czarni Słupsk (PLK)          | 34 |    | 32,8 | 47% | 40% | 89% | 1,5 | 2,4 | 1,5 | 0,0 | 17,8 |
| 2001/2002 | Znicz Pruszków (PLK)         | 39 |    | 29,9 | 52% | 47% | 89% | 1,7 | 1,5 | 1,3 | 0,0 | 16,2 |
| 2002/2003 | Anwil Włocławek (PLK)        | 44 |    | 24,4 | 51% | 45% | 86% | 1,5 | 2,2 | 1,5 | 0,1 | 13,8 |
| 2003/2004 | Prokom Trefl Sopot (PLK)     | 35 | 26 | 21,7 | 47% | 45% | 84% | 1,4 | 1,3 | 0,7 | 0,0 | 11,4 |
| 2004/2005 | Chalons en Champagne (Pro A) | 34 |    |      | 43% | 34% |     | 1,6 | 2,7 |     |     | 13,4 |
| 2005/2006 | Turów Zgorzelec (PLK)        | 29 | 15 | 26,2 | 57% | 53% | 91% | 1,3 | 1,8 | 1,3 | 0,1 | 15,0 |
| 2006/2007 | Anwil Włocławek (PLK)        | 39 | 39 | 31,7 | 51% | 47% | 90% | 1,7 | 1,2 | 1,1 | 0,0 | 15,3 |
| 2007/2008 | Anwil Włocławek (PLK)        | 25 | 25 | 28,0 | 47% | 41% | 88% | 1,1 | 0,9 | 1,2 | 0,1 | 12,6 |
| 2008/2009 | Anwil Włocławek (PLK)        | 39 | 15 | 23,7 | 50% | 50% | 89% | 1,1 | 1,2 | 0,8 | 0,0 | 13,5 |
| 2009/2010 | Anwil Włocławek (PLK)        | 34 | 34 | 26,5 | 48% | 40% | 92% | 1,2 | 1,2 | 0,8 | 0,0 | 12,4 |
| 2010/2011 | Anwil Włocławek (PLK)        | 26 | 26 | 24,1 | 46% | 37% | 89% | 1,3 | 1,3 | 0,8 | 0,0 | 11,1 |

(* – wtedy II liga, obecnie I liga, czyli druga klasa rozgrywkowa w Polsce)